# 楊守一
杨守一（925年—988年），字象先，其先河南洛阳人。
粗通《周易》及《左氏春秋》，早年在宋太宗晋邸。太宗即位後，补右班殿直。端拱元年，以內客省使楊守一為宣徽北院使、簽書密院事。不久卒。

## 延伸阅读
[在维基数据编辑]
 《宋史·卷268》，出自脱脱《宋史》